# Agente económico
Um agente económico é toda a entidade com autonomia, capaz de realizar operações económicas e de deter valor económico. O agente económico pode ser uma família, uma empresa, uma instituição financeira ou até uma administração pública, tendo cada tipo de agente uma ou mais funções diferentes dos restantes agentes. No exercício das funções, estabelecem-se interações e relações entre os agentes, criando-se um circuito económico.

## Tipos de agentes
| Agente económico                 | Principais funções                                                   |
| -------------------------------- | -------------------------------------------------------------------- |
| Famílias                         | Consumo de bens e serviços                                           |
| Empresas não financeiras         | Produção de bens e serviços mercantis não financeiros                |
| Instituições financeiras         | Prestação de serviços financeiros                                    |
| Estado e Administrações Públicas | Satisfação das necessidades coletivas e redistribuição do rendimento |
| Resto do Mundo                   | Troca de bens, serviços e capitais                                   |

## Conceitos

### Microagente e macroagente
Um microagente é um conceito que designa um elemento de um determinado tipo de agente. A Sonae, o Banco Central Europeu e a Câmara Municipal de Lisboa são exemplos de microagentes. Macroagentes, pelo contrário, correspondem a um agregado de um tipo de agente numa economia nacional. Por exemplo, o conjunto das famílias portuguesas constituem um macroagente.[carece de fontes?]